# Machinefabriek (muziek)
Machinefabriek is een alias van de in Rotterdam woonachtige muzikant/geluidskunstenaar Rutger Zuydervelt (Apeldoorn, 28 juli 1978). Sinds 2004 maakt hij onder deze naam vele albums en geeft hij performances. Zuydervelts elektronische muziek wordt vaak omschreven als noise, ambient en/of elektroakoestische muziek.
Machinefabriek heeft een zeer grote discografie met deels in eigen beheer uitgebrachte werken en albums op labels als Staalplaat (NL/DE), 12k (US), Dekorder (DE), Spekk (JP), Miasmah (SW/DE), Entr'acte (UK/BE), Type (UK), Important (US) en Consouling Sounds (BE). Ook zijn er veel samenwerkingen, zoals met Dirk Serries (BE), Ralph Steinbrüchel (SW), Gareth Davis (UK/NL), Michel Banabila, Jaap Blonk, Dead Neanderthals en Tim Catlin (AU).
Zuydervelt is ook actief als soundtrackcomponist voor film en dans. Zo maakte hij de muziek voor Chris Teerink's documentaire 'Sol LeWitt', Saskia Gubbels' '0,8 Ampère Geluk' en werkte hij meermalen samen met choreografen Alexander Whitley (UK) en Iván Pérez (SP).
- Bibliothèque nationale de France: cb16935732x (data)
- Gemeinsame Normdatei: 1071493574
- International Standard Name Identifier: 0000 0004 3416 2171
- Library of Congress Control Number: n2014075310
- MusicBrainz: 73d27773-4600-4a46-b933-4d1c84922434
- Système universitaire de documentation: 235490245
- Virtual International Authority File: 308291201